# Малек, Роман
Роман Малек (чеш. Roman Málek; 25 сентября 1977, Прага, Чехословакия) — чешский хоккеист, вратарь. Чемпион Чехии 2003 года. Завершил карьеру в 2015 году. В настоящее время является тренером вратарей клуба «Славия Прага», выступающего в первой чешской лиге.

## Карьера
Роман Малек дебютировал в чешской Экстралиге за родной клуб «Славия Прага» в конце сезона 1996/97. В 2001 году он впервые был признан лучшим вратарём Экстралиги. В 2003 году Малек помог «Славии» выиграть первый в истории клуба титул чемпионов Чехии, а сам был признан лучшим хоккеистом сезона. В следующем сезоне он перешёл в «Пльзень» и снова стал лучшим хоккеистом чешского чемпионата.
В дальнейшем выступал в российской суперлиге и шведской Элитной серии за магнитогорский «Металлург» и «МОДО» соответственно. В Экстралиге играл за «Карловы Вары» и «Витковице». В 2011 году в третий раз был признан лучшим вратарём Экстралиги. В январе 2014 года перешёл из «Витковице» в пражскую «Спарту». После окончания сезона 2013/14 долгое время оставался без клуба. В октябре 2014 года подписал контракт с «Младой Болеслав». Летом 2015 года завершил игровую карьеру и сразу стал тренировать вратарей пражской «Славии».
С 2001 по 2007 год играл за сборную Чехии. Участник чемпионата мира 2003 года.

## Достижения

### Командные
- Чемпион Экстралиги 2003
- Чемпион чешской первой лиги 2006
- Серебряный призёр Экстралиги 2011
- Бронзовый призёр Экстралиги 2014

### Личные
- Лучший вратарь Экстралиги 2001, 2003 и 2011
- Лучший хоккеист Экстралиги 2003 и 2004
- Лучший хоккеист плей-офф Экстралиги 2003
- Лучший вратарь Экстралиги 2001 (93.5%) и 2003 (94.8%) по проценту отражённых бросков
- Лучший вратарь Экстралиги 2003 по коэффициенту надежности (1.62 гола за матч) и по количеству сухих матчей (11 матчей на ноль)
- Лучший вратарь Экстралиги 2011 по количеству побед (29 побед)
- Лучший вратарь плей-офф первой лиги 2006 по коэффициенту надежности (1.39 гола за матч)
- Рекордсмен чешской Экстралиги по количеству сухих матчей за всю историю (56 матчей на ноль в 628 играх)
- Рекордсмен чешской Экстралиги по количеству сухих матчей в плей-офф за всю историю (13 матчей на ноль в 73 играх)

## Статистика
За всю карьеру провёл 773 игры (в Экстралиге — 628, в первой чешской лиге — 73, за сборную Чехии — 26, в чемпионате Швеции — 22, в чемпионате России — 16, в кубке Шпенглера — 8)

## Семья
Женат, двое детей: Роман и Якуб. Старший сын Роман (род. 24.12.2000 г.) — основной вратарь пражской «Славии».